# Pallavicini-kastély (Pusztaradvány)
A Pallavicini-kastély Pusztaradványon, Borsod-Abaúj-Zemplén vármegyében található.
Pusztaradvány falu közepén, egy ősfákkal borított domboldalon áll a historizáló stílusú, neoklasszicista formaelemeket tartalmazó Pallavicini-kastély a festői Cserehátban. A téglalap alaprajzú kastély a domborzat következtében főhomlokzatán emeletes, míg hátsó oldalán földszintes magasságú. Főhomlokzata közepén timpanonos rizalit emelkedik ki, felső részében a Pallavicini család címerével, míg jobb oldali oldalhomlokzata egy kisméretű bővítménnyel egészül ki. Hátsó homlokzatát is a középen kilépő timpanonos rizalit határozza meg. A nyílásokon vakolt ablakkeretezést, míg a sarkokon kváderezést láthatunk.

## Története
A pusztaradványi kastély felépítésének pontos ideje ismeretlen, az ezen a környéken 1856–1860-ban elkészült II. katonai felmérés térképe már feltüntette a téglalap alaprajzú kastélyt és melléképületeit. Építésének datálásában segítséget nyújt a kastély biliárdszobájának igen különleges fedése is; a téglából készített poroszsüveg-boltozatot itt nagyvasúti sínek tartják, amelyek megegyeznek az 1860-ban átadott budapest–miskolc–kassai vasút építésekor felhasznált sínekkel. A kastélyt tehát feltehetően az 1850-es évek közepén emelték.
A második világháború után tanácsházát helyeztek el az egykori őrgrófi rezidenciában, majd az 1970-es évek közepétől üresen állt a kastély, állapota olyannyira leomlott, hogy 1992 nyarára már középrizalitja eltűnt, teteje beszakadt.
A kastély falai közt érte a halál Pallavicini Jánost 1941. május 4-én.

## A kastély jelene
Az épületet 2001 februárjában a Candela Kft. vásárolta meg az önkormányzattól, majd felújította és kastélyszállóvá alakította. A szálloda 2004. július 3-án nyitotta meg kapuit 19. századi hangulatú enteriőrrel, döntően korhű, restaurált bútorokkal berendezve. Külön érdekességet jelentenek a berendezési tárgyak közül a 100-120 éves lámpatestek, amelyeket a tulajdonos újított fel – a kastély ily módon lámpamúzeumként is szolgál. A kastélyszálloda 2018-ban eladó volt.

## További Pallavicini-kastélyok
- Ópusztaszer - A Pallavicini-kastély az 1880-as évek végén épült, a II. világháború után államosították.
- Szemere - A Szemere család építtette, 1850-ben került a Pallavicini család kezébe. A 19. században klasszicista stílusban építették át. Az egyemeletes kastélyban 15. századi mennyezeti freskónyomok találhatók.
- Szilvásvárad - Erdődy-Pallavicini-kastély. A kastélyt az 1860-as években építették át feltehetően Ybl Miklós tervei alapján, később Erdődi Miklós neobarokk stílusban építtette át. Jelenleg szállodaként működik.
- Tornyosnémeti - Csáky-Pallavicini kastély, már nem áll.